# Filozófiai témájú lapok listája
- Analitikus filozófia
- Arab filozófia
- Ismeretelmélet
- Ind filozófia
- Kínai filozófia
- Metafizika
- Etika
- Preszókratikus filozófia
- Német idealizmus
- Patrisztikus filozófia
- Újplatonizmus
- Matematikafilozófia
- Felvilágosodás filozófiája
- Sztoa
- Skolasztikus filozófia
- Életfilozófia
- Egzisztencializmus
- Marxizmus
- Kritikai racionalizmus
- Fenomenológia
- Filozófusok listája
- Empirizmus
- Racionalizmus

## Filozófusok műveiről
- Arisztotelész etikája
- Szofista (Platón)
- Menon (Platón)
- Gorgiász (Platón)
- Lüszisz (dialógus) (Platón)